# Wingolf
A Wingolf é um tipo tradicional de Studentenverbindung alemã. É uma federação de federações na Alemanha, Áustria e Estónia. É Uniões de Estudantes Cristãos, constituída por estudantes universitários, ainda a estudar, e por outros que já terminaram o curso, designados por Alte Herren (cavalheiros mais velhos, ou alumni) que já tenham feito parte da corporação. 
Wingolf foi fundada em 1844 em Schleiz, em Turíngia, na Alemanha. Isso a torna a organização estudantil mais antiga de seu tipo e uma das primeiras comunidades ecumênicas. O lema de Wingolf é „Δι ένoς πάντα“. - „Di henos panta“ (grego: através de um (Jesus) todos - Filipenses 4,13).
Adotou o preto, o branco e o dourado como as suas cores, como distinto da Burschenschaft. O primeiro Festival do Wartburg do Wingolf foi, com uma reunião de estudantes, realizado em 1850 no Castelo de Wartburg, perto de Eisenach (Turíngia), onde Martinho Lutero traduziu a Bíblia. O festival tem lugar de dois em dois anos.

## Recepção
O asteróide 1556 Wingolfia recebeu o nome de Wingolf, uma fraternidade estudantil em Heidelberg (Heidelberger Wingolf).

## Brasão (seleção)

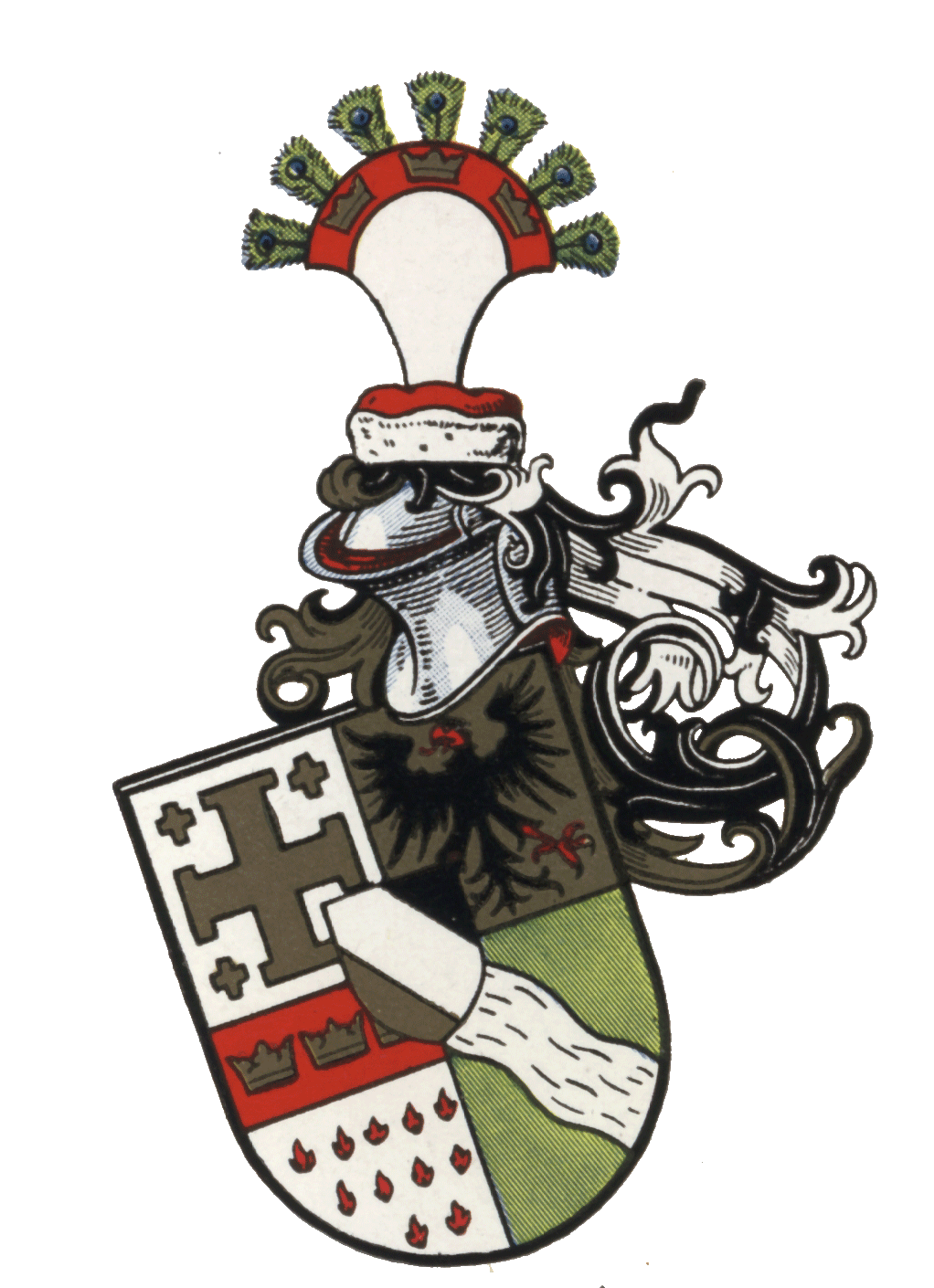
Kölner Wingolf (Colônia)
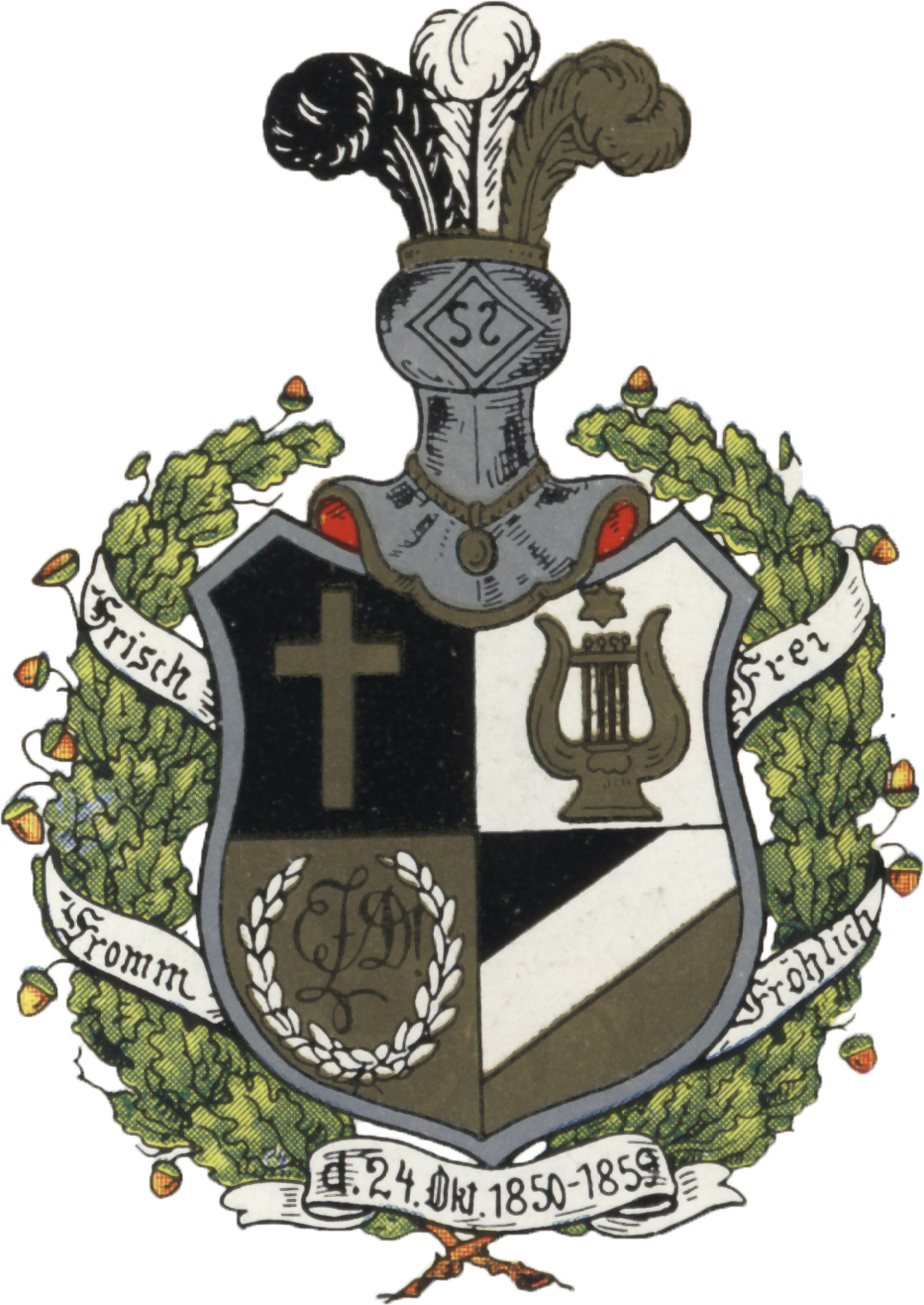
Arminia Dorpatensis (Tartu, Estónia)

## Membros conhecidos
seleção

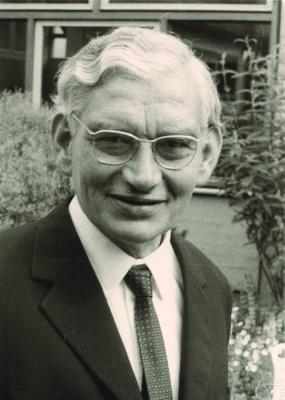
Friedrich Bachmann
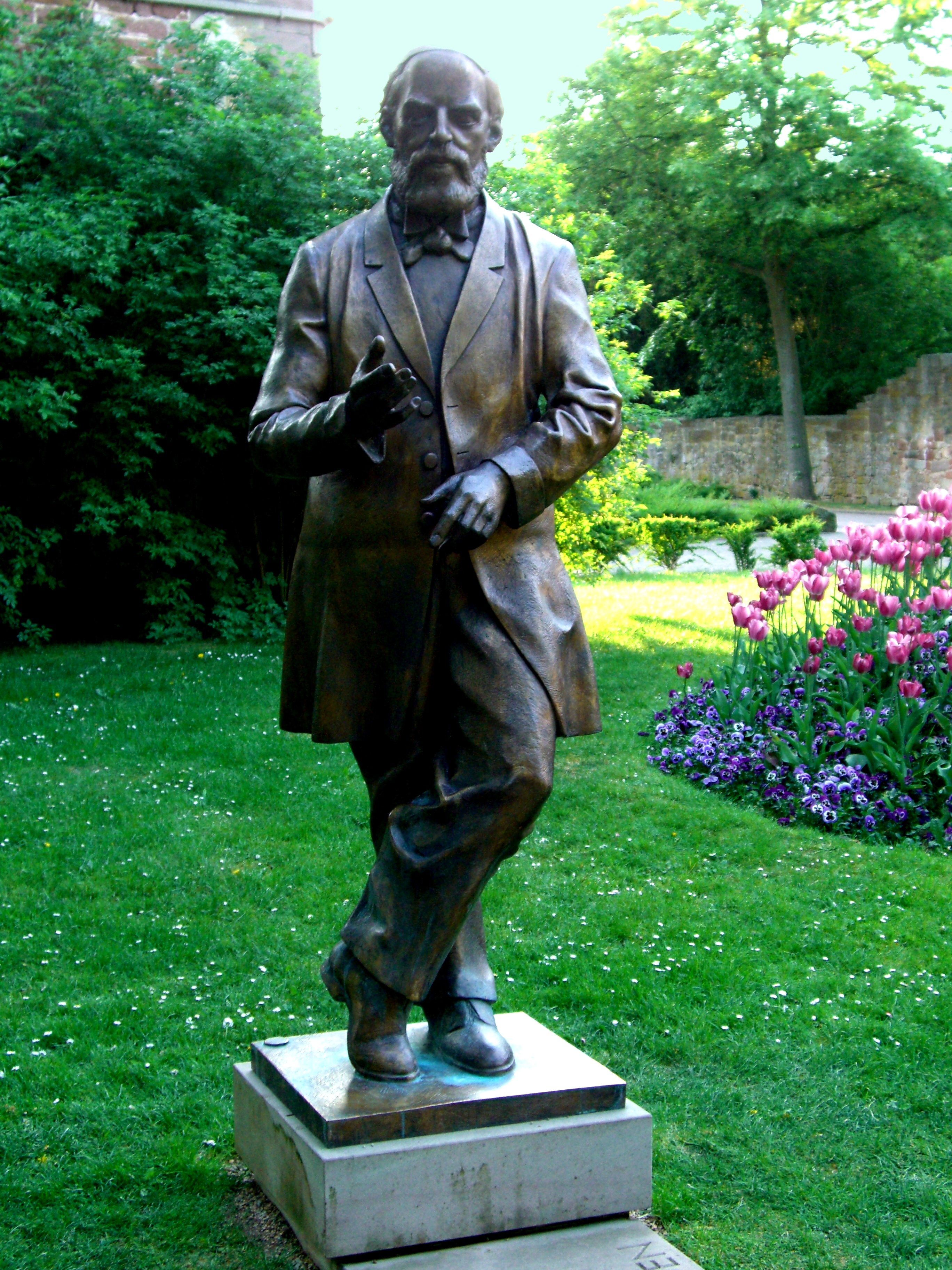
Konrad Duden
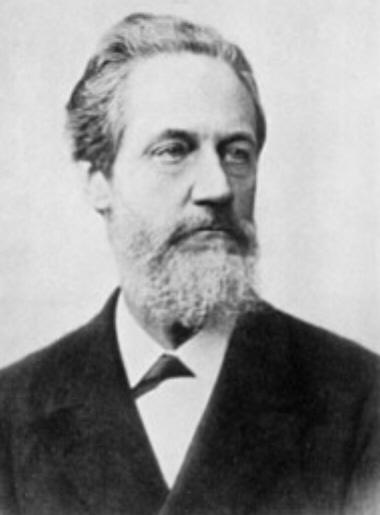
Franz Grashof
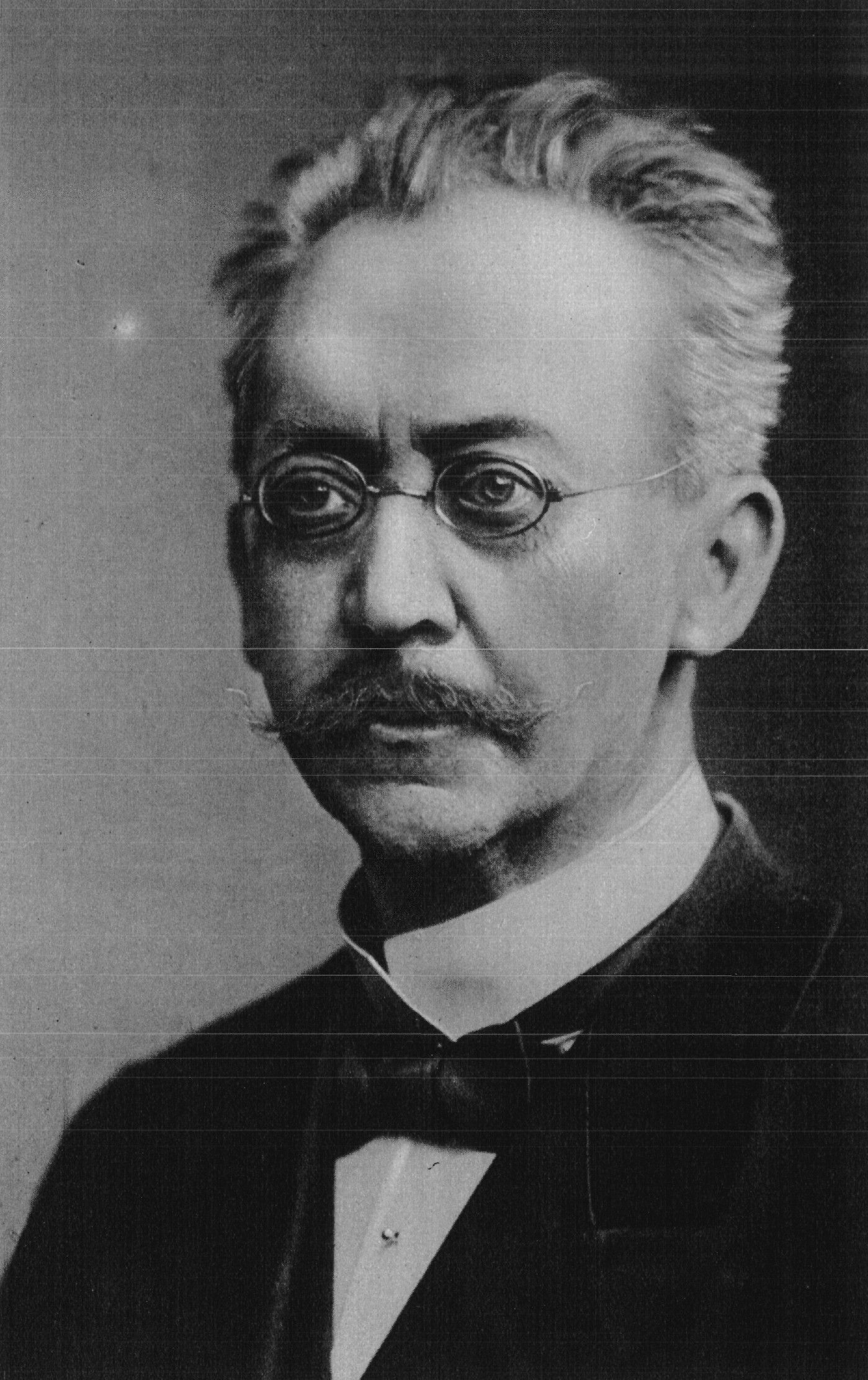
Adolf von Harnack
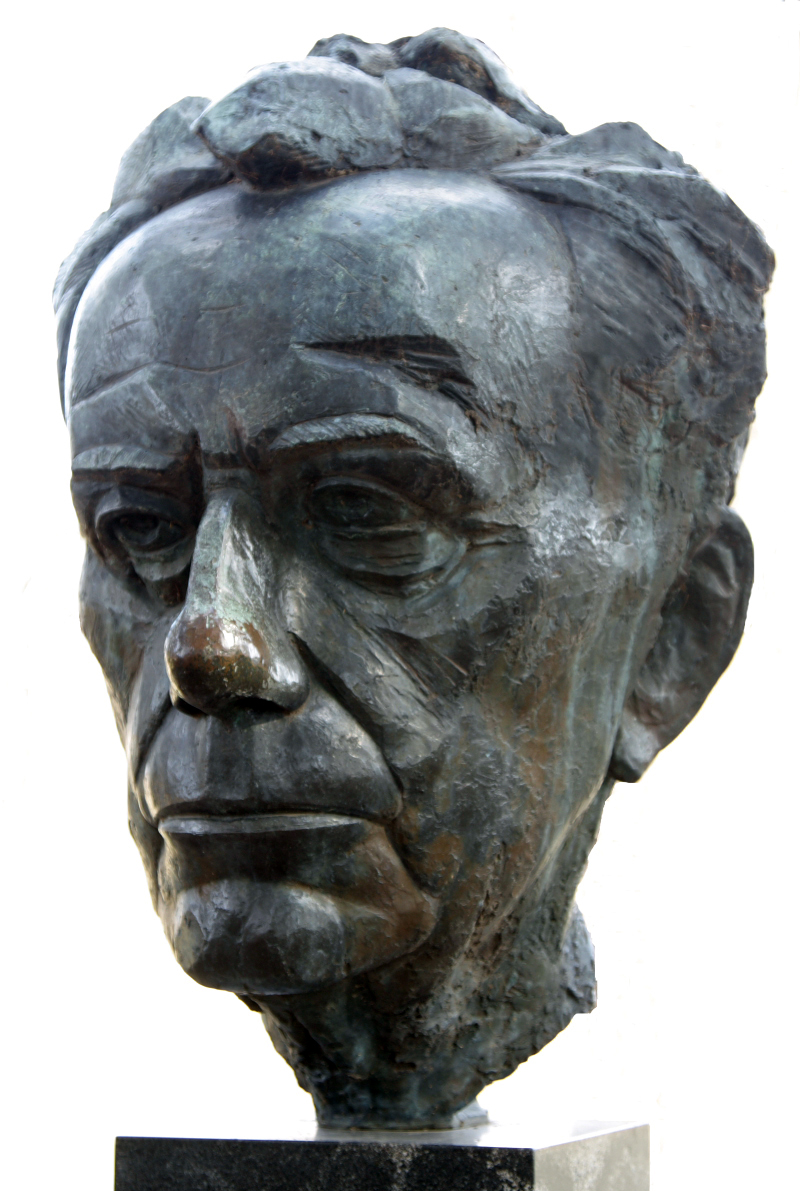
Paul Tillich

- Friedrich Bachmann, matemático alemão
- Gottfried Brakemeier, teólogo teuto-brasileiro luterano
- Heinrich Brandt, matemático alemão
- Friedrich Brunstäd, teórico social luterano
- Hans Conzelmann, acadêmico alemão
- Konrad Duden, alemão estudioso da língua e gramática alemã
- Franz Grashof, engenheiro alemão
- Adolf von Harnack, teólogo alemão, além de historiador do cristianismo
- Carl Meinhof, linguista alemão
- Julius Müller, teólogo protestante alemão
- Reinhold Seebeerg, teólogo estoniano, naturalizado alemão
- Max Steenbeck, físico alemão
- Augusto Tholuck, teólogo protestante alemão e líder religioso
- Paul Tillich, teólogo alemão-estadounidense e filósofo da religiã
- Erich Waetzmann, físico alemão